# Neosilurus coatesi
Neosilurus coatesi är en fiskart som först beskrevs av Allen, 1985.  Neosilurus coatesi ingår i släktet Neosilurus och familjen Plotosidae. Inga underarter finns listade i Catalogue of Life.